# Dendrophysa russelii
El lambe chivato (Dendrophysa russelii) es una especie de pez marino y de agua dulce, la única especie del género Dendrophysa, de la familia Sciaenidae en el orden de los Perciformes.
Es pescado para alimentación humana, pero de escaso valor comercial. Es inofensivo para los humanos.

## Morfología
Los machos pueden llegar alcanzar los 25 cm de longitud total, aunque la longitud máxima normal es de unos 15 cm.

## Hábitat y Distribución geográfica
Es un pez de clima tropical y demersal, en agua dulce de río y salobres, anfídromo.
Se encuentra desde la India y Sri Lanka hasta el sur de la China, las Filipinas y Indonesia.